# Ádám József
Ádám József (Kocsér, 1950. január 24. – 2022. december 29.) Széchenyi-díjas magyar geodéta, egyetemi tanár, a Magyar Tudományos Akadémia rendes tagja. A felsőgeodézia és a kozmikus geodézia neves kutatója.

## Életpályája
1950-ben született a Pest Megyei Kocsér községben. Már gyermekkorában érdeklődött a geodézia iránt, elbűvölték a szülőfalujában elhelyezkedő IV. rendű geodéziai alapponton mérő földmérők és műszereik. Az 1960-as évektől sokat olvasott a műholdakról, ami később is meghatározta szakmai munkáját.
1968-ban érettségizett, majd felvették a Budapesti Műszaki Egyetem (BME, 2000-től Budapesti Műszaki és Gazdaságtudományi Egyetem) Építőmérnöki Karára, ahol csatlakozott a BME űrkutató csoportjához, majd 1974-ben szerzett okleveles építőmérnökként földmérő szakon diplomát. 1977-ben védte meg egyetemi doktori disszertációját summa cum laude minősítéssel.
Diplomájának megszerzése után a Földmérési és Távérzékelési Intézet Kozmikus Geodéziai Obszervatóriumának munkatársa lett 1974-től egészen 1992-ig. 1982 és 1992 között főmunkatársi beosztásban dolgozott. 1992-ben az intézet tudományos tanácsadójává nevezték ki, egy évvel később tanácsos lett, majd 1996-ig megbízásos munkaviszonyban dolgozott az intézetben. A  Budapesti Műszaki Egyetemmel és az oktatással ez idő alatt is fenntartotta a kapcsolatát.
Szakterülete a geodéziai alaphálózatok, azon belül is a műholdas helymeghatározási eljárások hazai meghonosítása és alkalmazásai a geodéziai  alaphálózatok létesítésében és pontosításában, a globális vonatkoztatási rendszerek kialakításának kérdései.
1982 és 1983 között mellékfoglalkozású egyetemi adjunktusként is dolgozott a BME-n. 1988-ban címzetes egyetemi docens lett. 1992-ben a BME Építőmérnöki Karának Felsőgeodézia Tanszékén kapott félállású egyetemi tanári kinevezést. 1994-ben főállású egyetemi tanár lett. 1995 és 1999 között a tanszék vezetőjeként is dolgozott, majd 2001-ben (az immár Általános és Felsőgeodézia Tanszéken) ismét tanszékvezetői megbízást kapott. 1997 és 2000 között Széchenyi professzori ösztöndíjas volt. 2000-ben az MTA–BME Fizikai Geodézia és Geodinamikai Kutatócsoport vezetője, illetve a BME habilitációs bizottsága és doktori tanácsa tagja lett.
Számos külföldi intézménynél dolgozott vendégkutatóként: Stuttgarti Egyetem (1985), Ohiói Állami Egyetem (1989–1990, itt tudományos munkatársként dolgozott), valamint a párizsi Csillagászati Obszervatórium (1995).
1989–1990 között az Ohiói Állami Egyetemen, a műholdas geodéziai kutatások egyik vezető intézményében a NASA Goddard Űrrepülési Központja számára végez kutatásokat az Űr-VLBI mérések felsőgeodéziai célú hasznosítása, a geodéziai vonatkoztatási rendszerek pontosítása érdekében. Kutatásai kiterjedtek a geoid magyarországi felültedarabjának meghatározásával kapcsolatos elméleti kérdések vizsgálatára, felsőrendű geodéziai alaphálózataink pontosságának és vonatkoztatási rendszerének vizsgálatára kozmikus geodéziai adatok felhasználásával csakúgy, mint a GPS-technika alaphálózati alkalmazásával összefüggő kutató- és fejlesztő munkákra.
1992 és 2002 között az Űrkutatási Tudományos Tanács tagja volt, illetve 1994-ben a Nemzetközi Geodéziai és Geofizikai Unió magyar nemzeti bizottságának elnökévé választották. Az Acta Geodeatica et Geophysica Hungarica és a Geodézia és Kartográfia című tudományos szakfolyóirat szerkesztőbizottságainak tagja is lett.
1981-ben védte meg a műszaki tudományok kandidátusi, 1991-ben akadémiai doktori értekezését. 1993-tól az MTA X. Földtudományok Osztálya tanácskozási jogú tagja, 1985-ben lett az MTA Geodéziai Tudományos Bizottságának, 1997-ben Könyv- és Folyóirat-kiadó Bizottság, 1999-ben pedig a Nemzetközi Kapcsolatok Bizottság tagja. 1998-ban a Magyar Tudományos Akadémia levelező, 2004-ben rendes tagjává választották. 1999-től az MTA Földtudományok Osztályának elnökhelyettese, 2008-ban elnöke lett, ezzel az MTA elnökségébe is bekerült.

## Munkássága
Kutatási területei a felsőgeodézia és a kozmikus geodézia volt. Nevéhez fűződik az első űr-VLBI mérések matematikai-geodéziai modelljének részletes szerkezeti-felépítési vizsgálata. Emellett kidolgozta e mérések alkalmazásának elméleti alapjait asztrometriai, geodéziai és geodinamikai szempontból.
Az elméleti földalak (avagy a geoidkép) magyarországi földdarabjára több jelentős meghatározást végzett. A GPS-technika alaphálózati alkalmazásával kapcsolatos kutató- és fejlesztő munkában ért el jelentős eredményeket.
Fő idegen nyelvű munkája Estimabilitiy of Geodetic Parameters from Space VLBI Observables címmel jelent meg 1990-ben.
Kiemelendő iskolateremtő képessége és a hazai geodézia nemzetközi együttműködéseinek elősegítéséért tett erőfeszítései. Hallgatóként társaival 1971-ben megalapította a kollégiumi Földmérő Kört, amely a mai Zielinski Szilárd Építőmérnöki Szakkollégium elődszervezete. Oktatóként számos TDK dolgozat, doktori kutatás témavezetője. Témavezetésével négy doktorandusz hallgató szerzett fokozatot. Meghatározó alakja volt az Európai Vonatkoztatási Rendszer (EUREF) kialakításának. Tanítványai nemzetközi szinten is helyt álltak, többek között a Kiotói, a Müncheni Műszaki, az Ohiói Állami, a Karlsruhei Egyetemen végeztek tudományos kutatásokat. Évtizedek óta aktív tagja volt a nemzetközi geodéziai közösségnek, az IAG több nemzetközi kutatócsoportjának tagjaként hozzájárult a geodézia tudománya jelentős fejlődéséhez az elmúlt évtizedekben. 2003–2019 között a Nemzetközi Geodéziai Szövetség (IAG) irányító bizottságának tagja, a Kommunikációs és Ismeretterjesztési Bizottság elnöke.
Ádám József professzort a Budapesti Műszaki Egyetem és a Magyar Tudományos Akadémia is saját halottjának nyilvánította.

## Díjai, elismerései
- Szádeczky-Kardoss Elemér-díj (1988)
- Nagy Ernő-emlékérem (1990)
- Lázár deák emlékérem (1992)
- Ipolyi Arnold-díj (2002)
- Szent-Györgyi Albert-díj (2004)
- Fasching Antal-díj (2008)
- A Magyar Érdemrend középkeresztje (2012)
- Széchenyi-díj (2017)

## Főbb publikációi
- A Detailed Study of the Duality Relation for the Least Squares Adjustment in Euclidean Spaces (1982)
- A műholdas Doppler-technika szerepe a geodéziai alaphálózatunk továbbfejlesztésében (1987)
- A Possible Application of the Space VLBI Observations for Establishment of a New Connection of Reference Frames (1989)
- Az űr-VLBI mérések matematikai-geodéziai modelljének részletes szerkezeti vizsgálata (1990)
- Az egységes geodéziai alapok létrehozásával kapcsolatos időszerű feladatok (1996)
- A Föld dinamikai folyamatainak nyomon követése kozmikus geodéziai módszerekkel (1997)
- A felsőgeodézia helyzete és időszerű feladatai Magyarországon (1999)
- Magyarország hozzájárulása az egységes európai geodéziai és geodinamikai alapok létrehozásához (társszerző, 2000)
- Establishment of a Permanent GPS Station at the Department of Geodesy and Surveying of the Budapest University of Technology and Economics (társszerző, 2002)
- Egységes európai geodéziai és geodinamikai alapok létrehozása. Akadémiai székfoglaló. (2014)